# Rekordy igrzysk Wspólnoty Narodów
Rekordy igrzysk Wspólnoty Narodów — najlepsze wyniki uzyskane podczas igrzysk Wspólnoty Narodów. Rekordy te uzyskują jedynie zawodnicy z krajów Wspólnoty, przez co nie są tak prestiżowe jak rekordy świata czy rekordy olimpijskie, niemniej jednak stanowią one ważny sygnał dla zawodników, którzy są w stanie je ustanowić lub wyrównać.
Federacja Igrzysk Wspólnoty Narodów prowadzi statystyki rekordów igrzysk jedynie w kilku dyscyplinach sportowych. Są to:
- Bowling (szczegóły)
- Kolarstwo (szczegóły)
- Lekkoatletyka (szczegóły)
- Łucznictwo (szczegóły)
- pływanie (szczegóły)
- Podnoszenie ciężarów (szczegóły)
- Skoki do wody (szczegóły)
- Strzelectwo (szczegóły)
- Triathlon (szczegóły)
- Wioślarstwo (szczegóły)